# Henbury (Cheshire)
Henbury è un villaggio e parrocchia civile dell'Inghilterra, appartenente alla contea del Cheshire.